# Station Sorø
Station Sorø is een treinstation in Frederiksberg, Sorø, Denemarken.
Het station is geopend op 27 april 1856 en wordt bediend door treinen van de lijn Kopenhagen - Korsør. In het verleden liep er een zijlijn naar Vedde, maar die werd al in de jaren 50 van de twintigste eeuw gesloten.